# Karl Rebender

Rebender als Fuchs des Corps Saxonia Bonn, um 1893

Karl Rebender (* um 1873; † 1918) war ein deutscher Verwaltungsbeamter.

## Leben
Karl Rebender studierte an der Rheinischen Friedrich-Wilhelms-Universität Bonn. 1893 wurde er Mitglied des Corps Saxonia Bonn. Nach Abschluss des Studiums trat er in den Verwaltungsdienst des Reichslands Elsaß-Lothringen ein. Von 1911 bis zu seinem Tod 1918 war er Kreisdirektor des Kreises Bolchen.